# تشي تشي كروز
تشي تشي كروز هو مصارع محترف كندي، ولد في 3 أكتوبر 1968 في Hartney ‏ في كندا.

## وصلات خارجية
- تشي تشي كروز على موقع CageMatch worker (الإنجليزية)
- تشي تشي كروز على موقع قاعدة بيانات المصارعة على الإنترنت (الإنجليزية)

- تشي تشي كروز على موقع IMDb (الإنجليزية)